# Grande Romanzo Americano

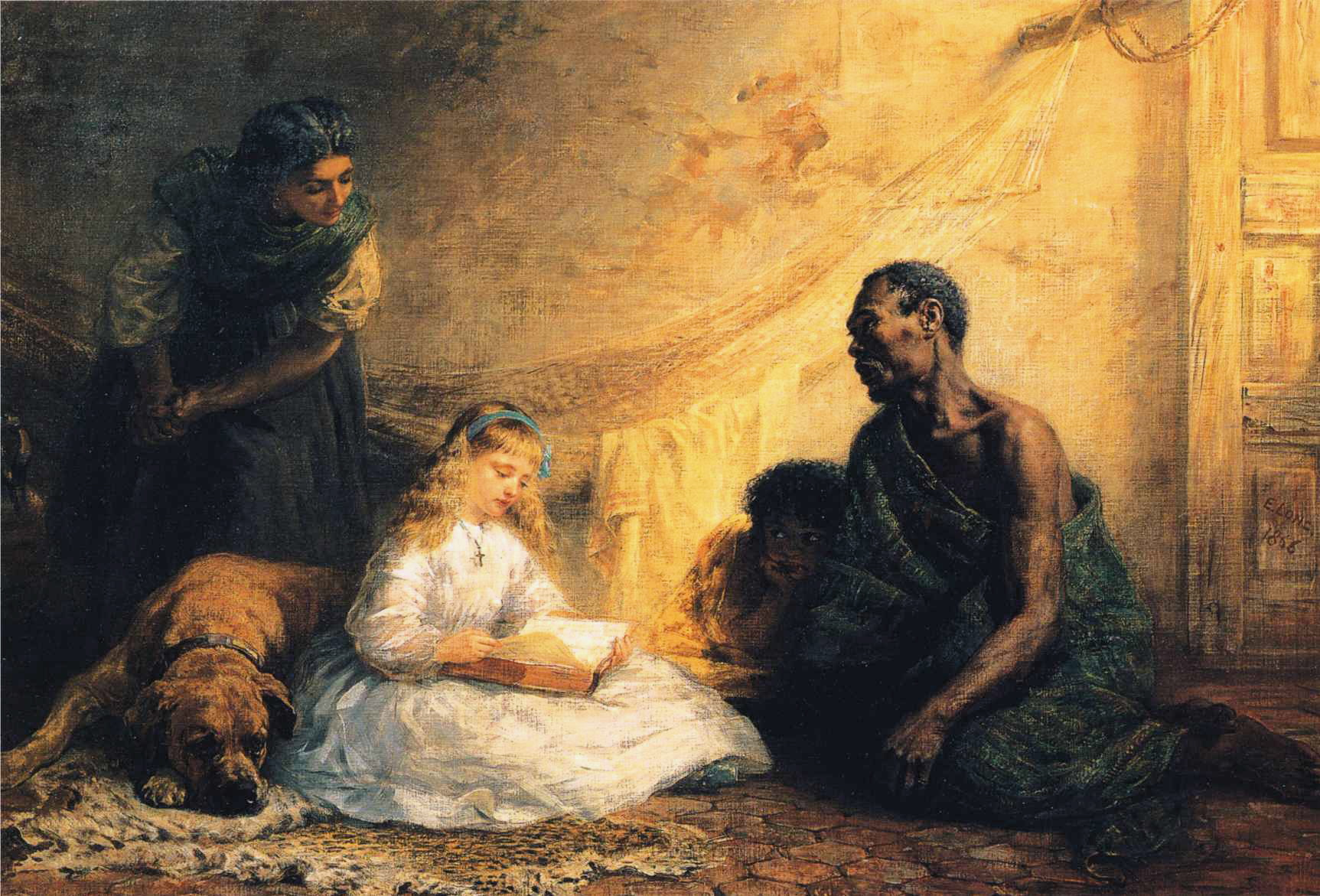
La capanna dello zio Tom (1852) di Harriet Beecher Stowe è comunemente citato come più celebre esempio di GAN, tanto che De Forest lo considerava il romanzo più vicino possibile.

Il Grande Romanzo Americano (dall'inglese Great American Novel, GAN) è un romanzo canonico che si pensa incarni l'essenza degli Stati Uniti d'America, possibilmente scritto da uno statunitense e che tratti in qualche modo la questione del carattere nazionale statunitense. Il termine fu coniato da John William De Forest in un saggio del 1868. Sebbene De Forest abbia menzionato La capanna dello zio Tom (1852) di Harriet Beecher Stowe come possibile esempio, ha notato che molto probabilmente il Grande Romanzo Americano non era ancora stato scritto. Lo scrittore Henry James ha poi abbreviato il termine in GAN nel 1880.
L'idea si è evoluta ed è continuata nell'era moderna, sebbene lo sviluppo nazionale statunitense l'abbia respinta da alcuni come non più applicabile. Nei primi anni del Novecento alcuni esperti hanno considerato l'idea "estinta come il dodo". È stato riscoperto lentamente dagli anni venti in poi. Clyde Brion Davis e Philip Roth hanno entrambi scritto romanzi sul GAN negli anni settanta, un periodo di prosperità per il concetto.
Dalla creazione del concetto è stato dichiarato il GAN un assortimento di romanzi, che vanno da L'ultimo dei Mohicani (1826), a L'uomo invisibile (1952), a Telegraph Avenue (2012). Sono emerse anche interpretazioni proprie del GAN: scrittori e accademici hanno commentato la pragmatica del termine, i diversi tipi di GAN e la sua relazione con razza e genere. Sono stati proposti equivalenti al GAN, come la pittura e la poesia.

## Storia

### Contesto ed etimologia
Sebbene la narrativa letteraria sia stata scritta e pubblicata nelle tredici colonie già nel XVII secolo, è stato solo nel XVIII secolo che si è sviluppata una propria identità degli Stati Uniti che sono apparse per la prima volta opere considerate appartenenti alla letteratura statunitense. L'identità degli Stati Uniti come nazione si rifletteva parallelamente allo sviluppo della sua letteratura. Verso la metà del secolo, iniziò a prendere forma l'idea di una letteratura americana che superasse le sue controparti europee. Secondo Grant Shreve di JSTOR Daily, "il sogno di un libro nazionale unificante era in circolazione fin dai primi giorni della Repubblica, ma il Grande Romanzo Americano non si è completamente consolidato come concetto fino alla fine della Guerra civile." Lawrence Buell vide gli anni 1840 come l'inizio della scrittura di romanzi che in seguito sarebbero stati considerati il Grande Romanzo Americano.
Il termine Great American Novel ha avuto origine in un saggio del 1868 del romanziere della guerra civile americana John William De Forest. De Forest lo vedeva come un "tableau" della società americana a lui contemporanea; Daniel Pierce Thompson ha detto che doveva essere "incarnare lo spirito dell'America". De Forest ha criticato L'ultimo dei Mohicani di James Fenimore Cooper (1826) e ha osservato che non meritava di essere chiamato il Grande Romanzo Americano. Ha espresso la sua ammirazione per le opere di Washington Irving e Nathaniel Hawthorne, ma ha anche affermato che non erano adatte a ricevere il titolo. Alla fine concluse che il Great American Novel doveva ancora essere scritto. Nel 1880, lo scrittore Henry James semplificò il termine con l'iniziale "GAN".

### Sviluppo
Il termine divenne presto popolare, ma la sua ubiquità considerata un cliché e denigrata dai critici letterari. Buell ha affermato che il concetto è stato visto come parte di un più ampio consolidamento nazionale, culturale e politico. Secondo Shreve, man mano che il concetto cresceva, sono emersi diversi criteri per definire il GAN:
- "Deve comprendere l'intera nazione e non essere troppo focalizzato su una particolare regione.
- Deve essere democratico nello spirito e nella forma.
- Il suo autore deve essere nato negli Stati Uniti o aver adottato il paese come proprio.
- Il suo vero valore culturale non deve essere riconosciuto al momento della sua pubblicazione."[3]

L'articolo di George Knox del 1969 sull'American Quarterly affermava che all'inizio del secolo molti critici erano riluttanti a sostenere l'idea del GAN a causa di essere considerati ridicoli. Ciò continuò fino alla metà del ventesimo secolo, quando le accademie iniziarono a liquidare il GAN come "un'utopia, sogno irrealizzabile dell'era del realismo ingenuamente amatoriale". Bernard F. Rogers nel 1974 nota che "Il "GAN" appartiene davvero al diciannovesimo secolo, non al ventesimo", ritenendolo pertanto anacronistico con i tempi e non più espressione della società dell'epoca.
Scrittori come William Dean Howells e Mark Twain erano ugualmente indifferenti. Invece Frank Norris proclamò nel 1901 che "Il GAN è estinto come il Dodo o lontano nel futuro come l'aereo pratico... la cosa da cercare non è il grande romanziere americano, ma il grande romanziere che sarà anche un Americano". Edith Wharton lamentò, nel 1927, che il concetto del Grande romanzo americano avesse assunto ormai una visione ristretta e riguardava "sempre Main Street, geograficamente, socialmente e intellettualmente". Riteneva anche che le affermazioni del GAN fossero fatte troppo spesso, una volta inventando ironicamente il grande romanzo americano del mese. In questo momento, è diventato anche associato ai valori maschili.
Nonostante questo disprezzo critico, molti scrittori, secondo Maxine Hong Kingston, volevano scrivere il prossimo GAN; Upton Sinclair e Sinclair Lewis hanno entrambi cercato di creare il GAN, rispettivamente con The Jungle (1906) e Babbitt (1924). A questo proposito, modelli e "ricette" per il GAN sono stati creati nella speranza di aiutare gli scrittori. Nel 1938 Clyde Brion Davis pubblicò The Great American Novel, un'esplorazione satirica e immaginaria del concetto. Rogers ha affermato che " l'intera carriera di Kurt Vonnegut potrebbe essere caratterizzata come un tentativo di produrre qualcosa come 'il GAN', ma del suo tempo".
Un'opera satirica simile a quella di Davis sul concetto è stata pubblicata da Philip Roth nel 1973, che la intitola Il grande romanzo americano. Gli anni '70 hanno visto una rinascita generale del concetto, con il New York Times che ha usato la frase più volte che nella loro storia, per un totale di 71. Tom Perrin, in American Literature in Transition, 1970-1980, ha ipotizzato che questo risveglio fosse dovuto alle "notevoli ansie del decennio". Il concetto è stato nuovamente allineato con la mascolinità e secondo Perrin ha cercato di "neutralizzare la tensione tra esso, l'individualismo e gli sconvolgimenti sociali che li hanno sfidati".
Nel XXI secolo, il concetto ha assunto una nuova forma più estesa; superando, in primo luogo, la preoccupazione degli studiosi e verso un atteggiamento più populista. Shreve lo definì "erba gatta per un Internet ossessionato"; la sua pertinenza e realizzabilità è spesso dibattuta. Adam Kirsch ha affermato nel 2013 che "Di questi tempi quasi nessuno parla del Grande Romanzo Americano senza una sfumatura di ironia". Tuttavia, Kirsch ha ammesso che libri come Pastorale americana (1997) di Roth indicano che gli scrittori sono ancora interessati a creare il GAN. Commentando il ruolo del GAN nel XXI secolo, Stephens Shapiro ha affermato che "Forse il termine è una tematica complessa che aumenta di interesse quando il sistema mondiale esistente è in fase di trasformazione, poiché la grandezza dell'America di tutti i tipi svanisce rapidamente". Quando è stato chiesto in un'intervista del 2004 se il GAN potesse essere scritto, Norman Mailer- a lungo interessato all'idea ha detto che non poteva, perché l'America era diventata una nazione troppo sviluppata. Allo stesso modo Tony Tulathimutte lo ha liquidato come "un confortante mito romantico, che presuppone erroneamente che la comunanza sia più significativa dell'individualità".

## Analisi

### Commentario razziale e di genere
Secondo lo scrittore britannico Martin Amis, gli immigrati o "non americani" sono stati fondamentali nell'evoluzione del GAN. Ha sottolineato il fatto che molti autori del GAN erano nati all'estero o di origine immigrata, come Vladimir Nabokov. Secondo Lucy Scholes, in un articolo per BBC Cultura, l'evoluzione del GAN è stata largamente influenzata dalle "varie ondate di immigrazione che hanno lambito le coste americane".
Annika Barranti Klein ha detto in un articolo di Book Riot che "Il problema lampante con il concetto di De Forest è il suo insopportabile candore". Rigoberto González ha osservato che "Il GAN considera grandi le vite di quelle persone che la letteratura americana ha emarginato". Kirsch ha affermato che i candidati del GAN hanno spesso cercato di "colmare il divario razziale". Commentando gli aspetti razziali e la presenza dell'idea nella coscienza popolare, Hugh Kenner scrisse in un numero di Perspective del 1953 che:
Perrin, Andrew Hoberek e Barbara Probst Solomon hanno notato che negli anni '70 hanno visto perfino gli ebrei interessati, tanto che Perrin poi ha detto che è stato un decennio di boom per quello che Hoberek chiamava il "GAN ebraico". Solomon nel 1972 era stufo di "bravi figli ebrei che stanno scrivendo il GAN". Aaron Latham, in un articolo del 1971, ha evidenziato Roth e Mailer come ebrei che volevano scrivere rispettivamente il prossimo GJN e GAN.
La relazione del GAN con la virilità è stata vista come un problema dalle scrittrici. Gertrude Stein una volta si lamentò che, in quanto donna ebrea gay, non sarebbe stata in grado di comporre il GAN. Joyce Carol Oates sentiva allo stesso modo che "una donna potrebbe scriverlo, ma poi non sarebbe il GAN". Viet Thanh Nguyen ha affermato che "uno dei silenzi non detti del Great American Novel è il presupposto che possa essere scritto solo da uomini bianchi". Laura Miller ha scritto, in un articolo del Salon, che "La presunzione e la belligeranza incarnate in questo ideale hanno scoraggiato molte scrittrici americane". Ha anche notato che molti personaggi nei candidati GAN sono maschi: "l'idea che una figura femminile possa servire allo stesso scopo mina il concetto stesso del Great American Novel". Emily Temple di Literary Hub ha suggerito che se il protagonista di The Bell Jar (1963) di Sylvia Plath fosse stato maschio sarebbe probabilmente considerato come un contendente GAN.

### Interpretazioni
Esistono diverse interpretazioni di ciò che rende un GAN. Alcuni dicono che ritrae un gruppo eterogeneo che affronta problemi rappresentativi di "eventi o crisi pubbliche che definiscono l'epoca". John Scalzi credeva che per essere definito GAN un romanzo doveva essere onnipresente, notevole e analizzare l'America attraverso un contesto morale. Lo stesso De Forest vedeva il GAN come qualcosa che dovesse catturare "l'essenza" dell'America, la sua qualità irrilevante.
La scrittrice A.M. Homes ha affermato che l'uso specifico di "grande" non dovrebbe essere una dichiarazione di qualità, ma piuttosto di estensione; in questo contesto, sentiva di aver scritto un GAN con Potremmo essere dimenticati (2012). Norris ha condiviso sentimenti simili, dicendo che "tutto questo dipende da cosa s'intenda per Great, cosa s'intenda per americano". Pensava che le riflessioni su cosa fosse o non si qualificasse come "Grande" o come "americano" mostrassero l'insicurezza patriottica. Mohsin Hamid ha scritto che "il problema è nella frase stessa. "Grande" e "Romanzo" vanno abbastanza bene. Ma "il" è inutilmente esclusivo, e "americano" è sfortunatamente parrocchiale. L'insieme, in maiuscolo, sembra parlare di una profonda e costante insicurezza, forse un retaggio coloniale».
I critici hanno affermato che il concetto è di natura esclusivamente americana. Il giornalista John Walsh ha offerto un pari nazionale sotto forma di Guerra e pace del russo Lev Tolstoj (1869); Buell riteneva che l'Australia fosse l'unico paese a replicare la ricerca americana del fantomatico romanzo. Scholes ha affermato che il GAN è sempre stato antecedente alla letteratura europea. David Vann era convinto che gli scrittori dovessero essere perfino "antiamericani". Bernard Rogers affermò che non era necessario avesse protagonisti americani o essere ambientato in America e non doveva sposare necessariamente ideologie come il patriottismo o nazionalismo.
Buell identifica più tipi di GAN. Il primo è colui che è soggetto al misticismo e resiste alla prova del tempo. Il secondo è "il romanticismo del divario", che immagina le spaccature nazionali nella "forma di una storia familiare e/o di una storia d'amore eterosessuale", in cui la razza spesso gioca un ruolo. In terzo luogo, uno che incapsula il sogno americano e vede il suo protagonista sorgere dall'oscurità. Successivamente, i romanzi che sono composti da un insieme diversificato di personaggi "immaginati come microcosmi sociali o avanguardie" e che sono posti con eventi e crisi che servono a "costituire un'immagine di promessa o disfunzione "democratica". Buell ha anche affermato che la fantascienza speculativa potrebbe essere la base per un possibile quinto archetipo.
Kasia Boddy ha scritto che, "dalla sua formulazione iniziale, il concetto è sempre stato più ispirato all'ispirazione che al successo; il fatto stesso che sia stato tentato ma rimane 'non scritto' fornisce uno sprone al futuro impegno con la nazione e letteratura nazionale”. Speculando sulle intenzioni di De Forest durante l'ideazione dell'idea GAN e commentando il suo sviluppo, Cheryl Strayed ha scritto che:
Per quanto riguarda la mancanza di consenso, il critico A.O. Scott lo ha paragonato allo Yeti, al mostro di Loch Ness e al Bigfoot, in quanto molte persone, alcune delle quali si vantano di "documentazione impressionante", hanno "affermato di averlo visto".

### In altri campi

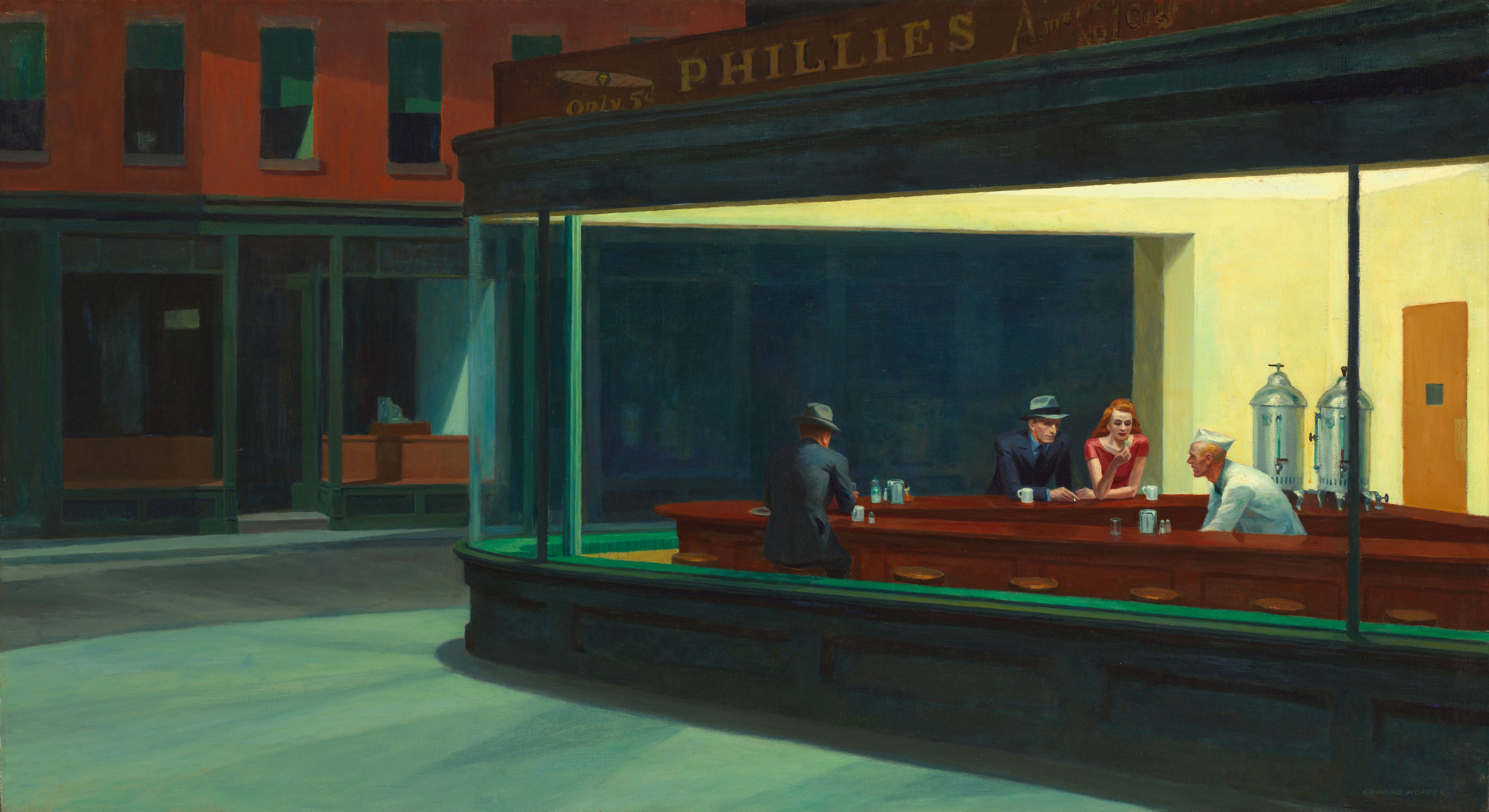
Nighthawks di Edward Hopper (1942) è stato citato da Kelly Grovier come un dipinto incluso in una breve lista di potenziali candidati per "Il Grande Dipinto Americano".

Sono stati proposti equivalenti al GAN in altri campi. Per esempio:
"Il Grande Dipinto Americano"
- Gotico americano (1930) Grant Wood
- Cow's Skull: Red, White e Blue (1930) ― Georgia O'Keeffe[33][34]
- Nighthawks (1942) Edward Hopper

"Il Grande Programma TV Americano"
- I Soprano (1999-2007) ― David Chase[35]
- American Dad!

"Il Grande Film Americano"
- Via col vento (1939) ― Victor Fleming

"Il Grande Poema Americano"
- Il discorso di Gettysburg (1863) Abraham Lincoln

DeForest ha affermato che "il grande poema americano" poteva essere creato solo dopo che gli Stati Uniti avessero sperimentato centinaia di anni di democrazia; tuttavia, credeva che il GAN potesse anche essere scritto molto prima. Mark Binelli del New York Times ha definito il documentarista Frederick Wiseman il "Grande romanziere americano" e ha affermato che la sua intera filmografia di 50 anni è stata una manifestazione del GAN. Jess Zafariss ha suggerito che i fumetti Marvel di Jack Kirby e Stan Lee meritassero il titolo.

## Possibili candidati
| Anno | Copertina o frontespizio | Romanzo                           | Ritratto | Autore                   | Motivazione | Rif.                 |
| ---- | --- | --------------------------------- | -------- | ------------------------ | --- | -------------------- |
| 1826 | | L'ultimo dei Mohicani             |          | James Fenimore Cooper    | Anche se De Forest criticò la scrittura di Cooper come noiosa, molti considerano L'ultimo dei Mohicani il primo esempio di GAN. È stato influente nel definire la letteratura americana tanto da essere diventato un cult ed affronta temi comuni nelle successive opere americane, tra cui l'aspro individualismo e la libertà. | [ 39 ] [ 40 ]        |
| 1850 | | La lettera scarlatta              |          | Nathaniel Hawthorne      | Sebbene De Forest abbia specificamente etichettato La lettera scarlatta come "non degno del nome" di GAN, è ora ampiamente incluso nella maggior parte delle liste. Buell l'ha riconosciuto come un "testo maestro" - il primo scritto GAN. | [ 42 ] [ 43 ]        |
| 1851 | | Moby Dick                         |          | Herman Melville          | Secondo Hester Blum della Penn State University, "Ciò che rende Moby Dick il più grande romanzo americano, in altre parole, è che Melville può invocare l'immagine assurda di un alce singhiozzante e straziata e noi pensiamo, sì, sono arrivato a sapere esattamente come suona, e so quale mondo di significato è contenuto in quel fantastico suono". | [ 45 ] [ 46 ]        |
| 1852 | | La capanna dello zio Tom          |          | Harriet Beecher Stowe    | Buell, affermò che era il primo romanzo a ricevere plauso di GAN e che era ampiamente accettato che fosse "l'approccio più vicino al fenomeno desiderato". De Forest lo indicò come l'unico concorrente possibile poiché riusciva a mostrare "un quadro perfetto della vita americana". | [ 48 ]               |
| 1884 | | Le avventure di Huckleberry Finn  |          | Mark Twain               | Le avventure di Huckleberry Finnfu uno dei primi romanzi americani a focalizzarsi su un vernacolo regionale. Nel 1935, Ernest Hemingway affermò che "Tutta la moderna letteratura americana deriva da un libro di Mark Twain chiamato 'Huckleberry Finn'". William van O'Connor scrisse, in un numero del 1955 di College English, che "abbiamo notato, confrontando diverse posizioni critiche, che esso è il vero romanzo americano".                                                                                     | [ 44 ] [ 51 ] [ 52 ] |
| 1895 | | Il segno rosso del coraggio       |          | Stephen Crane            | Quella di Crane fu tra la prima generazione di romanzieri americani ad essere influenzata dal De Forest e si sforzò nello scrivere un "romanzo nazionale". Il critico Robert Barr lo aveva indicato come "il più probabile produttore del grande romanzo americano" solo due anni prima che Crane morisse improvvisamente all'età di 28 anni. Secondo il professore di letteratura di Yale Jay Martin, "il romanzo bellicoso di Crane, ambientato durante la guerra civile, segna il culmine del grande romanzo americano". | [ 53 ]               |
| 1899 | | McTeague                          |          | Frank Norris             | McTeague fu dichiarato GAN già nel 1899, sebbene diversi ne abbiano messo in dubbio lo status. Inoltre, il romanzo di Norris The Octopus è stato dichiarato uno dei tre GAN da Bill Kauffman. | [ 56 ]               |
| 1925 | | Il grande Gatsby                  |          | Francis Scott Fitzgerald | Emory Elliott, nel 1991, scrisse che "è ancora frequentemente nominato come il GAN"; Kirsch, nel 2013, disse che fosse "uno dei primi titoli che vengono in mente quando si parla di Grande Romanzo Americano". Deirdre Donahue di USA Today e lo studioso di Fitzgerald James L. W. West III hanno ritenuto che la sua "incarnazione dello spirito americano", l'attualità e la prosa sono le ragioni per cui è il GAN. | [ 58 ] [ 59 ] [ 60 ] |
| 1925 | | Gli uomini preferiscono le bionde |          | Anita Loos               | Edith Wharton e Frank Crowninshield evidenziarono come il romanzo fosse GAN. | [ 61 ] [ 62 ]        |
| 1936 | | Assalonne, Assalonne!             |          | William Faulkner         | Secondo Buell, Assalonne, Assalonne! ha costituito la "divisione tra un prima e un dopo" | [ 46 ] [ 63 ]        |
| 1939 | | Furore                            |          | John Steinbeck           | Jay Parini lo ha identificato come "un grande romanzo americano" a causa della sua attenzione sull'America durante una crisi e la rappresentazione eclettica della vita americana. Richard Rodriguez, allo stesso modo, ha ritenuto che fosse "il grande romanzo americano che tutti continuavano ad aspettare" per come ha mostrato "i perdenti in America". Bill Kauffman lo ha inserito nella sua lista in uno dei tre possibili candidati per il GAN.                                                                   | [ 65 ] [ 66 ]        |
| 1951 | | Il giovane Holden                 |          | J. D. Salinger           | "Mai uno scrittore ricevette per un romanzo tante lodi" | [ 67 ] [ 68 ]        |
| 1952 | | Uomo invisibile                   |          | Ralph Ellison            | Joseph Fruscione ha sostenuto che l'Uomo Invisibile fosse il GAN perché "può essere molte cose per molti lettori". | [ 69 ] [ 70 ]        |
| 1953 | | Le avventure di Augie March       |          | Saul Bellow              | Amis riteneva che Le avventure di Augie March fosse il GAN per la sua "fantastica inclusività, il suo pluralismo, la sua promiscuità senza qualità". | [ 72 ] [ 73 ]        |
| 1955 | | Lolita                            |          | Vladimir Nabokov         | Mary Elizabeth Williams ha chiamato Lolita il GAN per via della sua "mirabolante" prosa. | [ 44 ] [ 74 ]        |
| 1960 | | Il buio oltre la siepe            |          | Harper Lee               | Scalzi lo definisce un GAN in quanto è un'opera notevole e onnipresente che tratta anche di moralità e dell'esperienza americana. Oprah Winfrey lo ha descritto come "il nostro romanzo nazionale". | [ 76 ] [ 77 ]        |
| 1973 | The silhouette of a row of buildings is situated at the bottom of this bright orange cover. "Gravity's Rainbow, Thomas Pynchon" is printed in bold text in the center. | L'arcobaleno della gravità        |          | Thomas Pynchon           | Il romanzo postmoderno di Pynchon sulla seconda guerra mondiale è comunemente citato come "il più importante romanzo americano" del dopoguerra. Si è detto che è conforme al quarto tipo di GAN di Buell. | [ 80 ] [ 81 ] [ 82 ] |
| 1985 | | Meridiano di sangue               |          | Cormac McCarthy          | Vann sentiva che Blood Meridian era un GAN perché esplorava il passato genocida statunitense. | [ 83 ] [ 84 ]        |
| 1987 | | Amatissima                        |          | Toni Morrison            | Il romanzo è noto per la sua rappresentazione degli effetti psicologici della schiavitù e del razzismo. Quando ha vinto ad un sondaggio su "la migliore opera singola della narrativa americana" pubblicata dal 1980 al 2005, A. O. Scott ha osservato che "Qualsiasi altro risultato sarebbe stato sorprendente, poiché il romanzo della Morrison si è inserito nel canone americano più completamente di qualsiasi suo potenziale rivale". Amatissima si allinea con il terzo tipo di GAN di Buell.                       | [ 85 ] [ 86 ]        |
| 1991 | | American Psycho                   |          | Bret Easton Ellis        | Julia Keller ha visto "un romanzo di marche, sesso e ansia sociale" come parte della ragione per cui è GAN. | [ 87 ] [ 88 ]        |
| 1996 | | Infinite Jest                     |          | David Foster Wallace     | Buell ha notato che "Per un numero apprezzabile di lettori del ventunesimo secolo...Infinite Jest è il GAN dei nostri giorni". | [ 71 ]               |
| 1997 | | Underworld                        |          | Don DeLillo              | Secondo Robert McCrum, quasi immediatamente dopo la sua pubblicazione avrebbe sviluppato "una fama da GAN". | [ 72 ] [ 89 ] [ 90 ] |
| 2010 | | Libertà                           |          | Jonathan Franzen         | Buell l'ha descritto come "il più acclamato concorrente GAN...dopo l'11 settembre". | [ 72 ] [ 91 ]        |
| 2012 | | Telegraph Avenue                  |          | Michael Chabon           | John Freeman del Boston Globe ha elogiato Chabon per "aver immaginato il grande romanzo americano con un cast multirazziale". | [ 93 ] [ 94 ]        |